# 메카 (용어)

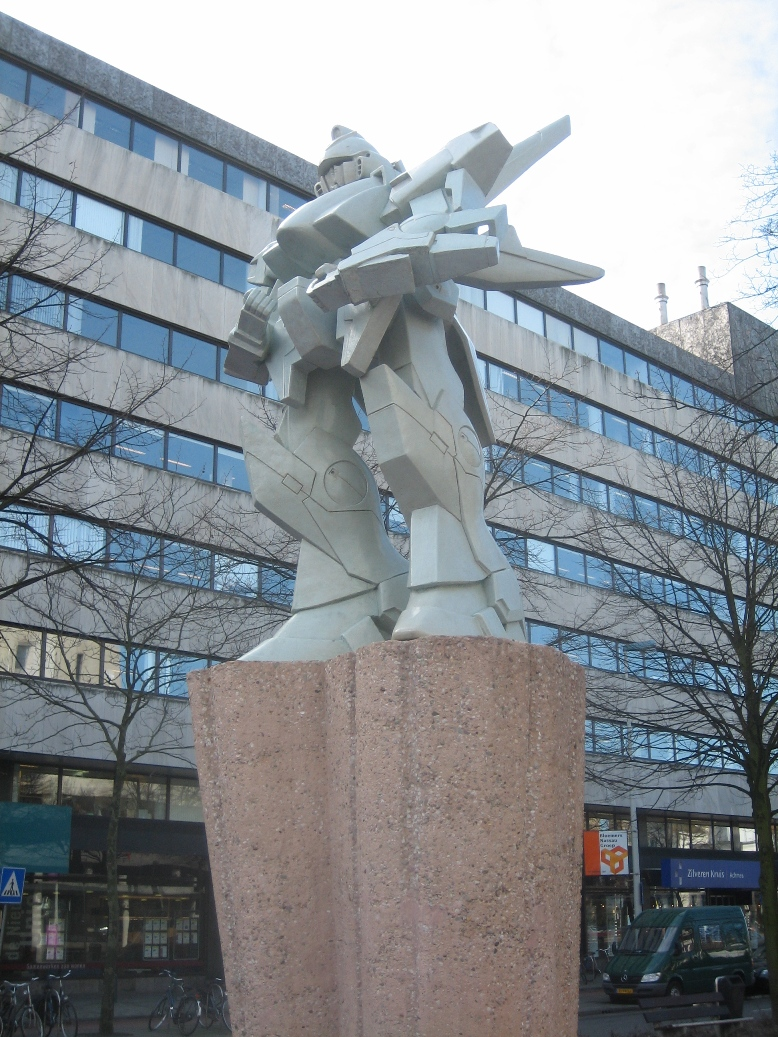

메카(일본어: メカ, 영어: Mecha)는 "Mechanism" 또는 "Mechanical"에서 뒷 부분을 생략한 말로, 일본에서 생겨난 용어다. 일본에서는 기계와 거의 동의어로 사용되고 있으며, 일본 외의 나라에서는 로봇 등 공상 기계 장치의 총칭으로도 많이 사용되고 있다. 메카는 애니메이션이나 SF 등 공상 또는 미래적인 요소가 있는 장르의 작품에서 자주 등장한다.

## 같이 보기
- 이동 로봇
- 동력형 외골격